# Göztepe (Kadıköy)
Göztepe è una mahalle del distretto di Kadıköy situata nella parte anatolica di Istanbul, in Turchia. Il quartiere ha quasi esclusivamente carattere abitativo.

## Geografia fisica
Il quartiere, situato nella parte asiatica di Istanbul, confina a sud con Sahilyolu (sulla costa) e il Mar di Marmara, a nord con Merdivenköy, a est con Erenköy e Caddebostan e a ovest con il quartiere di Çiftehavuzlar.
La strada principale della parte asiatica di Istanbul, Bağdat Caddesi, attraversa Göztepe. Il parco cittadino di Göztepe è la più grande area verde lungo Bağdat Caddesi, e copre 10000 m2 (2,5 acri).
Sebbene la maggior parte del quartiere sia prevalentemente residenziale, vi sono anche zone commerciali.

## Origine del nome
Il nome, che letteralmente significa "collina dell'occhio" in italiano, fu coniato per onorare Gözcü Baba ("Padre guardiano"), il soprannome del guardiano di una loggia dei dervisci situata sulla collina.

## Storia
Il quartiere si sviluppò alla fine dell'epoca ottomana durante il regno del sultano Abdul Hamid II (1876-1909) come zona di residenza per i funzionari della corte. Nella parte occidentale dell'area si stabilirono ricchi levantini e altri non musulmani. A Göztepe e dintorni furono costruite ville in legno all'interno di giardini sontuosi. Nel borgo c'erano anche fattorie e caseifici, che fornivano i loro prodotti anche alla corte.
Nella prima metà del 20º secolo la zona fu popolata prevalentemente come località di villeggiatura estiva. Sebbene molte delle dimore storiche in legno abbiano fatto posto a edifici moderni a seguito ricostruzioni e incendi, un piccolo numero di esse esiste ancora.
Dopo la costruzione dell'autostrada D.100 che attraversa la parte settentrionale di Göztepe, il quartiere si è esteso in quella direzione.
Il parco di Göztepe, e quindi il quartiere, è stato all'ordine del giorno a Istanbul in particolare e in Turchia in generale nell'autunno del 2005 a causa della moschea che doveva essere costruita nel parco, ed è stato ampiamente discusso dai media.

## Istruzione
Alcune delle scuole del quartiere sono:
- la Scuola Superiore Fondazione İstek Semiha Şakir
- la Scuola Secondaria Yeşilbahar
- la Scuola Primaria İlhami Ahmed Örnekal
- la Scuola Secondaria İlhami Ahmed Örnekal
- la Scuola Primaria e Secondaria privata Efdal
- la Scuola Superiore di Fenerbahçe
- la Scuola Primaria di Göztepe (Scuola Primaria con Convitto)[3] che è una delle prime scuole sperimentali in Turchia.

## Trasporti
La stazione ferroviaria di Göztepe era originariamente la quarta fermata partendo dal capolinea di Haydarpaşa della linea suburbana Haydarpaşa-Gebze. La sua apertura seguì all'istituzione della Ferrovia di Baghdad e contribuì a un ulteriore insediamento nell'area. In seguito alla costruzione della linea suburbana Marmaray, che unisce l'Asia all'Europa, la stazione ferroviaria della Banlyo per Haydarpasa, prima dismessa, è diventata una fermata di questa linea. Correntemente (2025) è in costruzione la nuova linea M12 della metropolitana che attraverserà il quartiere da sud a nord.